# VEF Riga
El VEF Rīga es un club de baloncesto profesional letón con sede en la ciudad de Riga que milita en la LBL, la máxima competición del baloncesto de Letonia y en la VTB United League.
Se fundó en 2007 pasando directamente a formar parte de Latvijas Basketbola līga (Liga de baloncesto de Letonia), en la que ha sido campeón en 9 ocasiones, la última en 2015. 
Disputa sus encuentros como local en el pabellón Arena Riga, con capacidad para 12.500 espectadores.

## Trayectoria en laLatvijas Basketbola līga
- 2007/2008 - 4º
- 2008/2009 - Subcampeón
- 2009/2010 - Subcampeón
- 2010/2011 - Campeón
- 2011/2012 - Campeón
- 2012/2013 - Campeón
- 2013/2014 - Subcampeón
- 2014/2015 - Campeón
- 2015/2016 - Subcampeón
- 2016/2017 - Campeón
- 2017/2018 - Subcampeón
- 2018/2019 - Campeón
- 2019/2020 - Campeón
- 2020/2021 - Campeón
- 2021/2022 - Campeón

## Posiciones en la VTB United League
- 2009/2010 (4-A)
- 2010/2011 (5-B)
- 2011/2012 (5-A)
- 2012/2013 (4-B)
- 2013/2014 (7-B)
- 2014/2015 (10)
- 2015/2016 (11)

## Palmarés
- LBL
  - Campeón (9): 2011, 2012, 2013, 2015, 2017, 2019, 2020, 2021, 2022
  - Subcampeón (4): 2009, 2010, 2014, 2018

- Liga Báltica (baloncesto)
  - Campeón (0):
  - Subcampeón (1): 2011
  - Terceros (1): 2012

- Latvian-Estonian Basketball League
  - Campeón (1): 2022
  - Subcampeón (2): 2019, 2021

- Campeonato de la URSS
  - Campeón (0):
  - Terceros (3): 1960, 1966, 1991

- Latvian cup
  - Campeón (1): 2022

- Otros
  - Stepas Butautas Cup; Campeón (1): 2013
  - Atgāzene, partido de exhibición; Campeón (1): 2010

## Jugadores destacados
| - Luke Cooper - Artsiom Parakhouski - Kenan Bajramović - Siim-Sander Vene - Ainars Bagatskis - Dairis Bertāns - Artūrs Bērziņš - Kaspars Bērziņš - Rolands Freimanis - Raitis Grafs - Gatis Jahovičs - Kristaps Janičenoks - Edgars Jeromanovs - Oļģerts Jurgensons - Jānis Krūmiņš - Rihards Kuksiks - Rodions Kurucs - Mārtiņš Laksa - Mareks Mejeris - Igors Miglinieks - Raimonds Miglinieks - Kārlis Muižnieks - Cēzars Ozers - Anžejs Pasečņiks - Žanis Peiners | - Andrejs Šeļakovs - Aigars Šķēle - Jānis Timma - Juris Umbraško - Maigonis Valdmanis - Sandis Valters - Valdis Valters - Gundars Vētra - Ronalds Zaķis - Tomas Delininkaitis - Antanas Kavaliauskas - Arnas Labuckas - Martynas Mažeika - Donatas Zavackas - Bojan Bakić - Craig Bradshaw - Evgeny Kolesnikov - Ivan Nelyubov - Maxim Sheleketo - Bamba Fall - Brandon Bowdry - Ramel Bradley - Dee Brown - Da'Sean Butler - Tyler Cain | - Justin Cobbs - Will Daniels - Kevin Dillard - Cheyne Gadson - Justin Hamilton - C.J.Harris - Mitch Johnson - Luke Loucks - Robert Lowery - Taj McCullough - Curtis Millage - Derrick Nix - Marque Perry - Christian Polk - Antywane Robinson - Gerald Robinson - Patrick Sanders - Courtney Sims - Gani Lawal - Alex Renfroe - Earl Rowland - Maurice Bailey - TreVon Hughes - Alexander Madsen |